# تغییر نام‌های جغرافیایی ایران توسط ترکان و مغولان

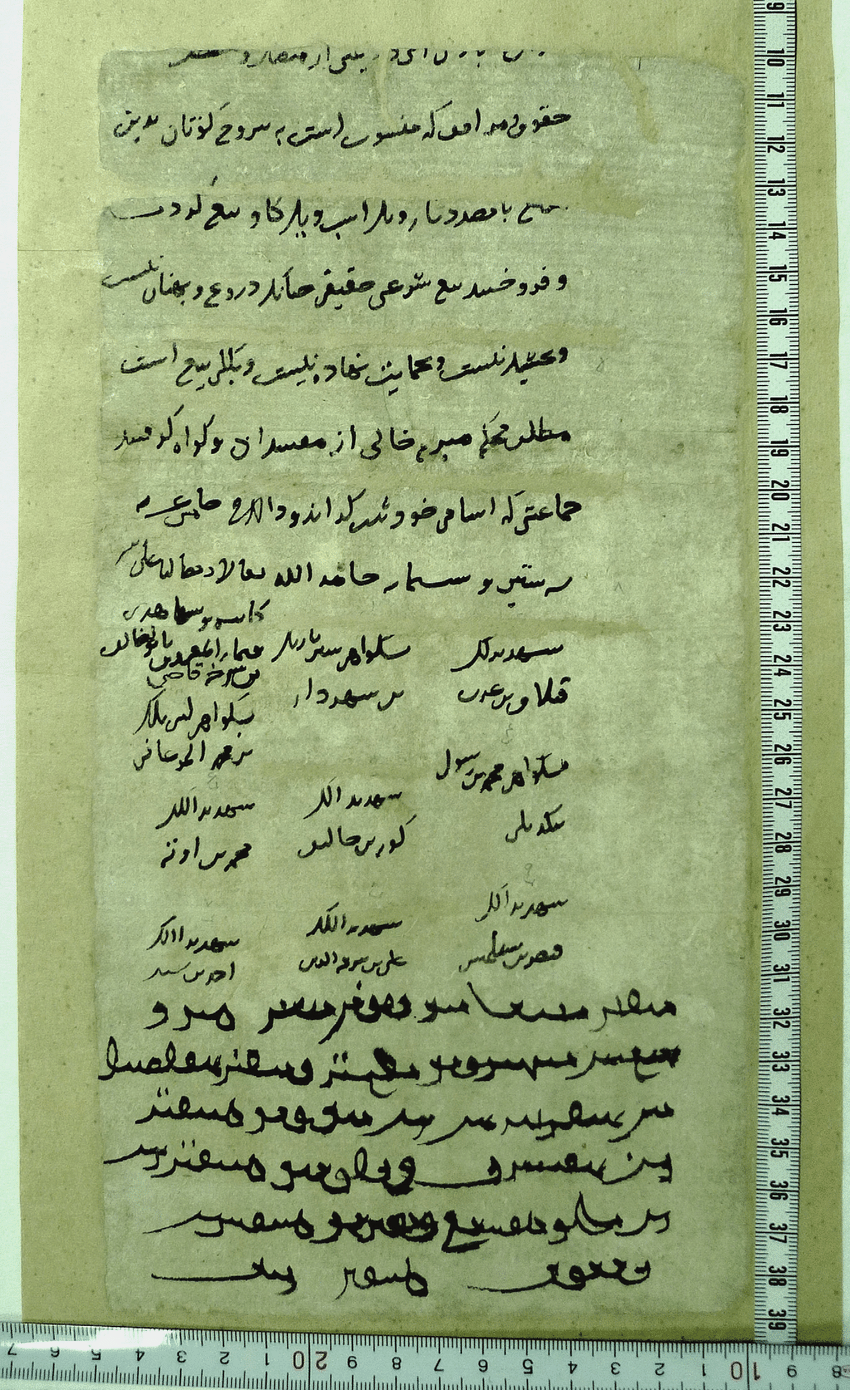
یک بنچاق فارسی-ترکی به‌سال ۶۶۰ هجری، تنظیم‌شده در منطقهٔ آذربایجان که در آن از فروش روستایی با نام ترکی-مغولی سالاق آسامگار (Salaq asamgar) سخن به‌میان آمده است. موقعیت دقیق روستای ذکرشده مشخص نیست.

این مقاله به تغییر نام‌های جغرافیایی ایران در دوره ترک‌ها و مغول‌ها می‌پردازد که نام‌های ایرانی به ترکی و مغولی تغییر یافتند.
این نام‌ها با استقرار ترک و مغول در این نواحی تغییر کردند.

## رودها
- آستارا رود یا اوستورو رو تالشی به آستاراچای تغییر یافت.
- سَراوْ رود که بعد از آمدن ترکان به آجی‌چای تغییر نام داد. هر چند توسط فرهنگستان نام آن به تلخه‌رود برگشت که ترجمان نام ترکی آن بود.[۸]
- سیمینه‌رود در زمان چیرگی مغولان بر آذربایجان به تاتائو تغییر نام داد.[۹][۱۰]
- زرینه‌رود در زمان چیرگی مغولان بر آذربایجان به جغاتو تغییر نام داد.[۹][۱۰]
- رود بنه جوی که به قزل ارخ تغییر یافت.[۱۱]
- سیاهرود اردبیل که به نام ترکی قره سو تغییر یافت.[۱۱][۱۲][۱۳]

## شهرها و روستاها
قوشاچای  یک نام ترکی است که توسط پهلوی بعدها به میاندوآب تغییرش دادند.
ساوج بلاغ (مهاباد) و بئی کندی (بوکان) از اسامی ترکی  هستند که توسط این اقوام بر دو منطقه مکریان آذربایجان نامگذاری شدند.
ژاژقین که در زمان صفویان به داش‌کسن تغییر یافت.
روستای ارمن در مشکین شهر که به سولدوز تغییر یافت.
روستای اورناو که به قشلاق روملو تغییر یافت.
کلکلان که به خضرلو یا خضر بکاولو تغییر یافت.
روستای مشهد که به قیاق تغییر یافت.
ال معروف که به اولجوقاز تغییر یافت.
جراباد که به چلبی بیگ تغییر یافت.
ال معروف که به اولجوقاز تغییر یافت.
اسپی دژ به معنای دژ سپید (اسپی در زبان طبری به معنای سپید ) که به آق قلا تغییر یافت.